# Natalia Ivanova
Natalia Ivanova (11 de desembre de 1979) es una futbolista internacional del Kazakhstan. Juga com a centrecampista o defensa en el CSHVSM-Kairat. És internacional amb la Selecció femenina de futbol del Kazakhstan.
Durant els anys 2000 va jugar en l'Alma KTZH (conegut abans com a Temir Zholy), en el FK Universitet Vitebsk i en el CSHVSM-Kairat. El seu primer partit internacional va ser el 16 de juliol de 2003 en la Copa femenina de la UEFA 2003-04 entre el Temir Zholy i el Cardiff City Ladies Football Club.
El seu debut amb la Selecció femenina de futbol del Kazakhstan es va produir el 24 d'agost de 2003, en un partit classificatori per a l'Eurocopa Femenina de Futbol contra la Selecció femenina de futbol d'Estònia, en el que el seu equip va guanyar 3-2. No mai s'ha classificat per a una fasse final d'una competició internacional.

## Clubs
| Club                   | País       | Any |
| ---------------------- | ---------- | --- |
| Temir Zholy            | Kazakhstan |     |
| Alma KTZH              | Kazakhstan |     |
| FK Universitet Vitebsk | Belarús    |     |
| CSHVSM-Kairat          | Kazakhstan |     |